# 薩科蒂卡T3步槍

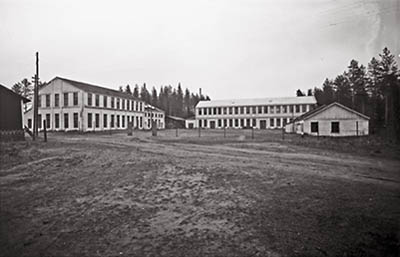
蒂卡品牌的来源——蒂卡科斯基枪厂（1930年代）

蒂卡T3（英語：Tikka T3）是一系列由总部位于南芬兰省坎塔海梅区里希迈基镇的芬兰枪械制造商薩科公司（芬蘭語：SAKO Oy，现为意大利貝瑞塔公司麾下）从2003年开始至今生产的一系列中低价位的狩猎、警用及运动多用途栓动步枪。“蒂卡”的品牌名字来源于1983年被薩科公司收购的蒂卡科斯基公司（芬蘭語：Oy Tikkakoski Ab），而这家公司的旧址在西芬兰省中芬兰区于韦斯屈莱市北郊的蒂卡科斯基区。
2016年，薩科公司在接受了用户多年反馈后，于5月的美国全国步枪协会年会以上推出了新版改进的T3x系列，全面继承了老版的所有衍生型号。而被T3x取代的老版T3系列已经不再生产。T3x的所有改進部分都與老版T3系列槍型兼容。
2020年3月10日上午8:54，蒂卡生產了其第一百萬枝蒂卡（Elkka Tuominen），型號為T3x Lite不銹鋼型，口徑為.270溫徹斯特短麥格農。研發總監Kari Kuparinen和首席執行官Raimo Karjalainen亦親自見證這時刻。

## 設計細節
蒂卡T3的常見元素是雙鎖耳（英語：Lug）式枪栓，不到位保險，可調節式扳機和可拆卸式彈匣。

### 槍管
薩科的高精度槍管是由高級不鏽鋼或铬钼合金為材料，以錘鍛鍛造。自由浮動式槍管與槍托之間都不接觸。一個良好的槍冠對於最優秀的精度而言甚為必要。槍管表面具有以手工加工達到的完美拋光。
T3系列可以发射多種不同口徑，包括.22-250雷明登、.222雷明登、5.56×45毫米北約口徑（或是民用狩獵市場的.223雷明登）、.243溫徹斯特、.25-06 Remington、.260雷明登、6.5×55毫米瑞典口徑、.270溫徹斯特、.270溫徹斯特短麥格農、7毫米-08雷明登、7毫米雷明登麥格農、7×64毫米Brenneke、7.62×51毫米北約口徑（或是民用狩獵市場的.308 Winchester）、7毫米溫徹斯特短麥格農、.30-06 Springfield、.300溫徹斯特麥格農（.300 Win Mag，7.62×67毫米）、.338 Federal、.338 Winchester Magnum和9.3×62毫米毛瑟步枪子彈。

### 槍托
輕巧而堅實的T3 TrueBody槍托設計是由高級胡桃木或玻璃钢強化聚合物聚丙烯所製造，具有棕櫚狀膨脹位置。機匣以螺紋剛性地與槍托緊固，以確保安全性和準確性。槍托底板可以裝上一系列槍托墊板以便調整槍托與扳機距離。經過精心設計的格子花紋握把區域以增加舒適度和牢牢掌握。槍背帶轉環為標準配備。

### 槍機
T3的槍機採用了準確性的設計，可靠性和方便使用。極為堅固的T3槍機由兩個閉鎖鎖耳（英語：Lug）閉鎖。槍栓上具有一個內置式彈簧柱塞狀拋殼頂桿和一拫可拆卸式拉機柄，槍機開鎖及閉鎖時只需要70゜旋轉，在光学瞄準鏡和操作手之間留下了充足的空間。
T3的枪栓頭具有防鑽挖機頭和雙鎖耳（英語：Lug），可靠的彈簧鋼製抽殼鈎和強大的彈簧和柱塞狀拋殼頂桿。

### 扳機
一道火扳機具有正面的扳機感覺。扳機扣力可在彈匣插槽在1—2公斤（2—4磅力）之間輕鬆地調整。所有型號都可以選擇一個單一設置的扳機。
扳機組件是精心打造而成。外殼以耐用的鋁合金加工，而其他所有的部件均採用特殊鋼材製造。鋼製扳機具有垂直凹槽，以增加手感和抓地力，即使戴上手套亦沒有問題。

### 保險
兩段位置，將扳機及拉機柄上鎖。
兩段位置式保險鎖扣很容易和精確的操作。焓機右側和尾部的兩個紅點表示的步槍可以準備射擊。

### 瞄準具
蒂卡T3步槍並不具有其內置式開放式瞄具。開放式瞄具是可選的配備。裝在機匣頂部的內置式導軌用以安裝獨特的蒂卡Optilock瞄準鏡安裝環。機匣還可以裝上韋弗式導軌的瞄準鏡安裝基座。
蒂卡T3步槍的槍機設有一個大型、平面座床表面和大型後座力鎖耳對一個準確鑲嵌式槍托上，這對於準確性而言也是至關重要。拋殼口進行了優化，使得機匣更具剛性和固有準確。

### 彈匣
單排式可拆卸式夾式彈匣是由強固的玻璃钢強化复合材料。其彈匣取決於型號和口徑，能裝填3、5、6發。在彈匣頂部以同花順的型式釋放下一發子彈，以避免意外的子彈釋放。

## 衍生型
老版T3系列推出的型号

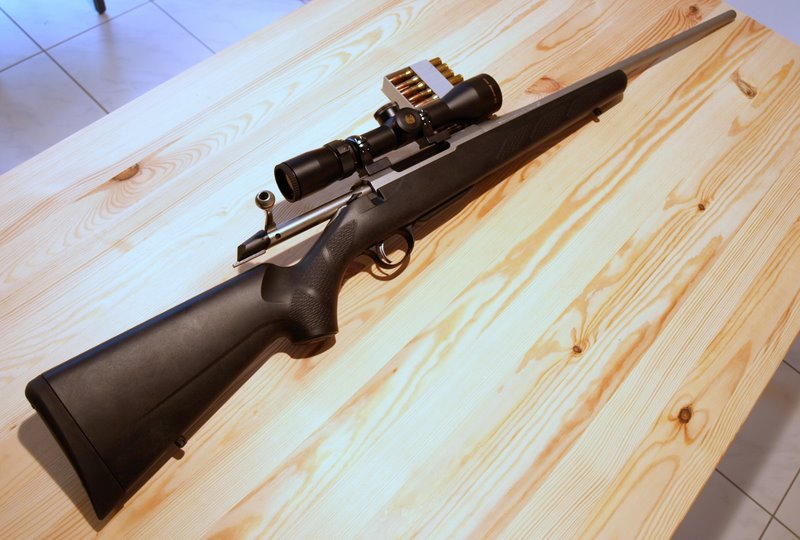
老版蒂卡T3。

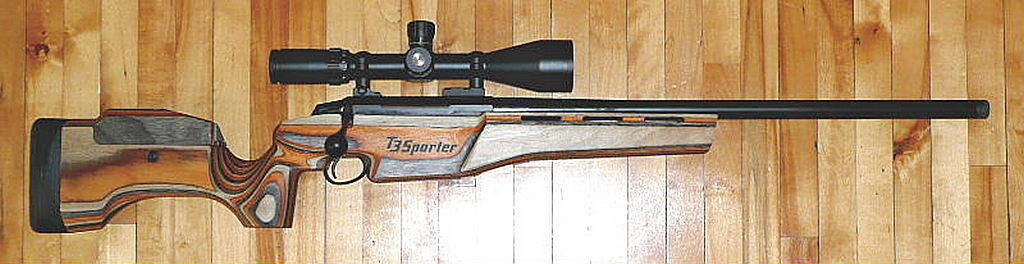
裝有Bushnell瞄準鏡的.223雷明登口徑的蒂卡T3運動型。

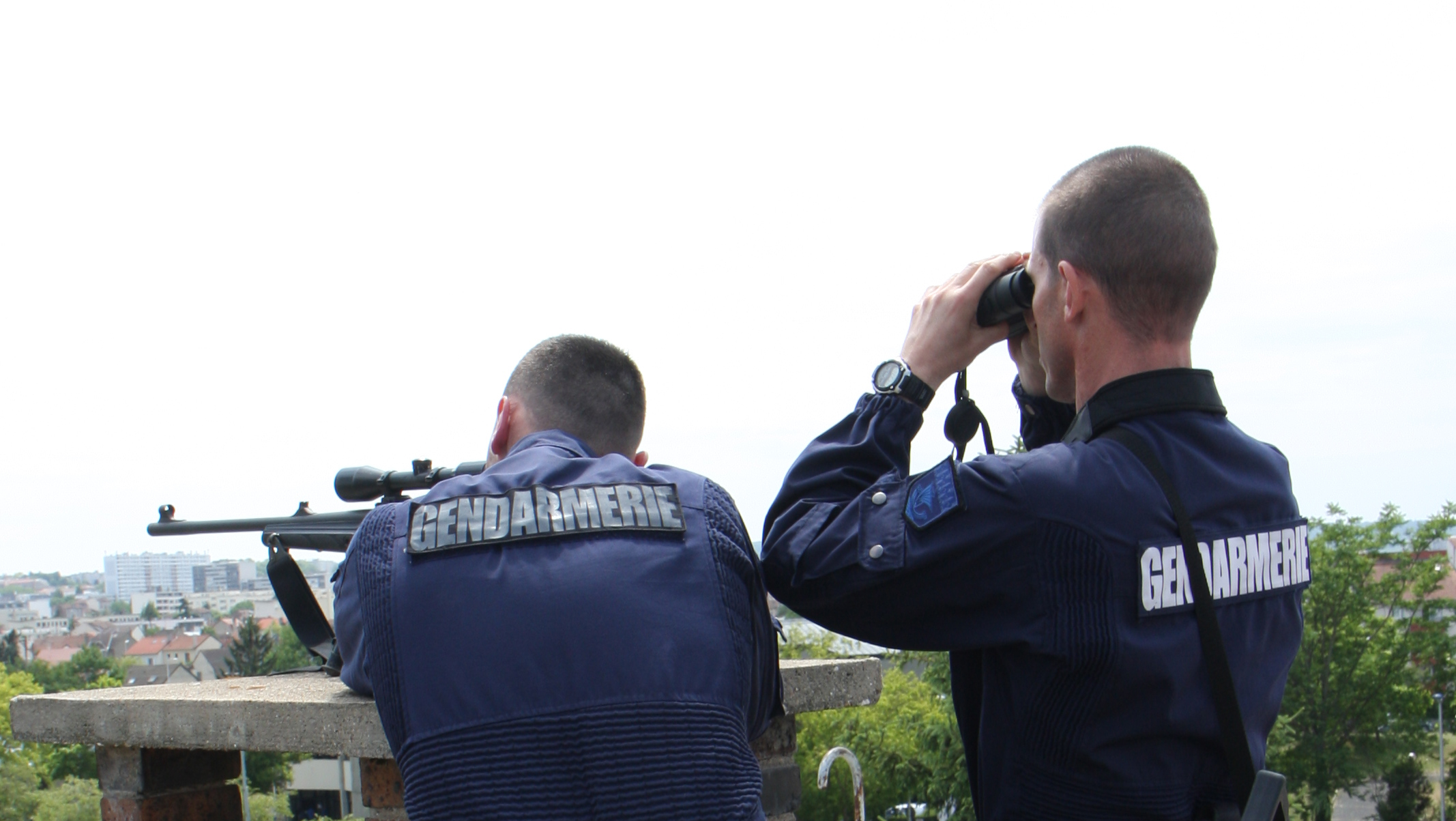
使用Tikka T3 Tactical PN/GN的法國國家憲兵共和國衛隊狙擊隊。

- 獵人型（Hunter）：使用高級胡桃木製槍托的狩獵步槍。有烤藍型、不銹鋼型和左手操作版本。[1][12][13][14]
- 森林型（Forest）
- 追猎型（Battue）
- 轻装型（Lite）
- 精簡型（Compact）：輕巧而堅實的玻璃钢強化共聚聚丙烯黑色槍托。精心設計的格子花紋可使使用者牢牢握持。有烤藍型、不銹鋼型和左手操作版本。[2][3][4][15][16][17][18]
- 運動型（Sporter）：與芬蘭狩獵和體育協會合作設計和開發了多用途打靶步槍。步槍的設計參數規格必須能夠完成最高級別的競賽，但也可以用於於狩獵用途。使用可在2—4磅之間調節的一道火扳機，使用具有槍背帶（英语：Sling (firearms)）環、可調節高度和水平的托腮板以及可調節伸出長度、高度的槍托緩衝底板（英語：Buttplate）的疊片式上油木製槍托。[5][19]
- 狐鼠型（Varmint）
- 戰術型（Tactical）：唯一不提供網上銷售的型號。採用一根由精密冷錘法鍛造工藝生產的自由浮動式比賽等級（英语：Match grade）鉻鉬鋼槍管。（鉻鉬鋼槍管比不銹鋼槍管有著更好的抗喉嚨侵蝕能力，因而有著更長的精度壽命）槍機和槍管表面具有锰磷酸鹽塗層處理的持久保護，提高了槍管的使用壽命。槍口螺紋可選擇裝上薩科制退器或消聲器。機匣頂部裝上的瞄準鏡導軌改為韋弗式導軌（英语：Weaver rail mount）或MIL-STD-1913戰術導軌。使用具有槍背帶（英语：Sling (firearms)）環、可調節高度和水平的托腮板以及可調節伸出長度、高度的槍托緩衝底板（英語：Buttplate）的黑色玻璃钢強化共聚聚丙烯槍托，5發可拆卸式單排彈匣。只有5.56×45毫米北約／.223 Remington和7.62×51毫米北約／.308 Winchester口徑。[6][20][21]

新版T3x系列额外推出的型号
- 极地型（Arctic）
- 迷彩型（Camo）
- 終極精密型（Ultimate Precision）

## 使用國
- 加拿大：為加拿大柯爾特特許生產的T3 CTR衍生型，被加拿大遊騎兵所採用，命名為C19（英语：Colt Canada C19）。[22]蒂卡T3x极地型是C-19的民用版本。[23]
- 法國：型號為T3 Tactical PN/GN。
  - 國家警察
  - 國家憲兵
- 墨西哥
  - 特警單位
- 乌克兰
- 英国
  - 埃塞克斯警察
  - 諾桑比亞警察

## 外部連結
- （英文）—Official Tikka T3 website （页面存档备份，存于）
- （英文）—Beretta Australia—
  - Tikka T3 Sporter
  - Blued
  - Stainless Steel
  - Lefthanded
  - Varmint & Tactical
  - Blued（页面存档备份，存于）
- （英文）—Beretta USA—
  - Tikka T3 Hunter （页面存档备份，存于）
  - Tikka T3 Lite
  - Tikka T3 Sporter （页面存档备份，存于）
  - Tikka T3 Lite Stainless** （页面存档备份，存于）
  - Tikka T3 Tactical
- （英文）—Sniper Central—Tikka T3 Tactical
- （英文）—The Firearm Blog.com—
  - The Beautiful Waters Rifleman T3 Magazines for Tikka Rifles （页面存档备份，存于）
  - Review: MDT LSS Chassis System （页面存档备份，存于）
  - T3x, The New Tikka （页面存档备份，存于）
  - Tikka Shows Off New T3x Rifle at NRA 2016 （页面存档备份，存于）
  - New Tikka unveiled: T3x TAC A1 （页面存档备份，存于）
  - Canadian C-19 Ranger Rifle Procurement to Begin in 2017; Will Be Complete by End of 2019 （页面存档备份，存于）
  - You Will Soon Be Able to Own The C-19 Canadian Ranger Rifle – Tikka Introduces the “Arctic” （页面存档备份，存于）
  - Tikka T3x TAC A1 official pdf （页面存档备份，存于）
- （英文）—The Truth About Guns.com—Gun Review: Tikka T3 Hunter （页面存档备份，存于）
- （英文）—Tactical-Life.com—
  - Tikka T3 Tactical .308 （页面存档备份，存于）
  - TIKKA T3 SCOUT CTR .308 （页面存档备份，存于）
- （英文）—Tikka T3 Rifles （页面存档备份，存于）
- （英文）—ImpactGuns—TIKKA Rifles （页面存档备份，存于）
- （英文）—Rifle Shooter—Review: Tikka T3 Lite
- （简体中文）—优秀基因造新枪:萨科Tikka T3战术步枪